# 威華達控股
威華達控股有限公司，簡稱威華達控股（英語：Enerchina Holdings Limited，港交所：0622）在2002年11月8日，由銀網集團有限公司更名而來，在2002年被百仕達集團把旗下深圳福華德電廠注入本公司。
現時除了業務電力供應外，還經營生產及銷售陶瓷絕緣體,投資等，而股東為歐亞平先生、Pope Assets Management以及凱思博投資管理。該總部位於香港德輔道中199號無限極廣場28樓。
2012年5月，威華達控股以25.5億元收購上海的靜安希爾頓酒店以及一幅位於寧波市的地皮。
2013年5月8日威華達與威遠縣人民政府簽定意向書，在四川省威遠縣投資頁岩氣產業園區，預計項目規模達20億元人民幣。
2020年9月25日, 威華達建議旗下附屬公司名稱統稱威華達:
1. 萬贏證券有限公司改名稱為威華達證券有限公司
2. 威華融資有限公司改名稱為威華達融資有限公司
3. 萬贏資源有限公司改名稱為威華達資源有限公司
4. 民眾財務有限公司改名稱為威華達民眾財務有限公司[2]

## 連結
- Enerchina.com.hk